# Pilea andersonii
Pilea andersonii är en nässelväxtart som beskrevs av Charles Dennis Adams. Pilea andersonii ingår i släktet pileor, och familjen nässelväxter. Inga underarter finns listade i Catalogue of Life.